# Entonnoir nuageux
Pour les articles homonymes, voir Entonnoir (homonymie).
Un entonnoir nuageux, ou tuba, est un appendice en forme de cône inversé qui n'atteint pas le sol sous un nuage convectif. Il est formé par la condensation de la vapeur d'eau, sous forme de gouttelettes, dans une colonne d'air en rotation sous un cumulonimbus, un cumulus bourgeonnant ou autre nuage de la même famille.
Si l'entonnoir touche le sol, on parle alors de tornade, alors que s'il touche l'eau il devient une trombe marine. Cependant, l'entonnoir n'est qu'un signe visible de la rotation, pas le tourbillon lui-même.

## Formation sous orage
Un nuage convectif se forme quand l'air est instable et qu'un fort courant ascendant amène de humidité en altitude où elle se condense pour former des gouttelettes. Ce courant peut être en rotation à large échelle, c'est ce qu'on appelle un mésocyclone. D'autre part, l'air des niveaux moyens, plus froid et sec, peut être est absorbé dans la masse nuageuse et se retrouver à être plus dense que cette dernière. La poussée d'Archimède l'entraîne alors vers le sol et forme un courant descendant.
Quand ce courant descendant interfère avec le courant ascendant, il concentre la rotation de celui-ci, ce qui augmente son moment angulaire. Pour compenser cette accélération, la pression baisse dans le tube d'air en rotation par le théorème de Bernoulli. La rotation n'est pas visible par elle-même mais la baisse de pression mène à une baisse de température par la loi des gaz parfaits ce qui permet à l'humidité dans le courant ascendant de condenser lorsqu'elle arrive à la température de saturation. Bien que la rotation ne descende pas vraiment du nuage mais s'intensifie dans toute la colonne, l'entonnoir de condensation semble descendre du nuage. Ceci est causé par deux effets :
- l'air près de la base du nuage est déjà à plus basse température et nécessite une moins grande baisse de pression pour atteindre la saturation ;
- comme dans une baignoire qui se vide, la rotation est plus rapide près du sol qu'à la base du nuage. La baisse de pression propage ainsi la condensation vers le sol par le différentiel de pression.

Un entonnoir qui n'atteint pas le sol peut indiquer que la rotation n'est pas assez intense pour former une tornade ou que l'air n'est pas assez humide à basse altitude. Dans le premier cas, on aura un entonnoir sans dommages au sol. Dans le second cas, l'entonnoir nuageux pourra être complété par les débris soulevés par le tourbillon au sol : sol, poussière, etc. En général, ce processus nécessite de très forts mouvements verticaux sous le nuage associés avec les orages supercellulaires. Mais des nuages de moindre importance peuvent les générer dans certaines circonstances.

## Formation en air froid

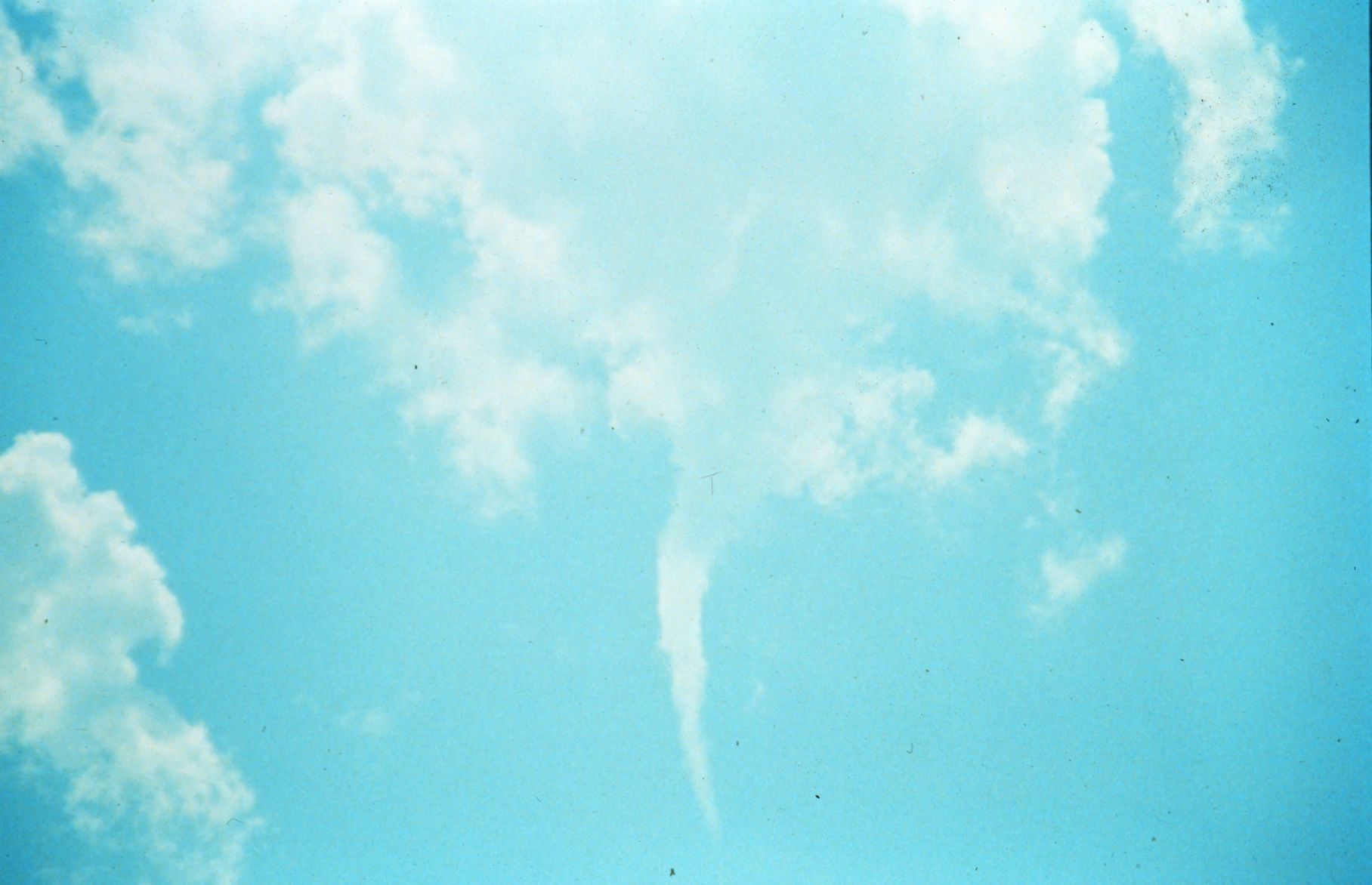
Un entonnoir en air froid sous un cumulus, observé dans le nord du Texas par un membre de l'expérience VORTEX 1

Lorsque l'air est très instable dans une masse d'air froid à bas niveau mais plus stable en altitude, le mouvement ascendant créé peut être très intense mais le nuage sera de faible extension verticale. Le courant ascendant peut alors être mis en rotation par le changement de direction des vents horizontaux. On crée ainsi une situation similaire aux tourbillons de poussière. Encore une fois, c'est la baisse de pression dans le tube d'air en rotation qui cause la condensation de la vapeur d'eau et forme le nuage caractéristique.
Les entonnoirs nuageux générés dans ces situations sont de très courte durée et la rotation est faible. Ce type se développe souvent sous des cumulus bourgeonnant, ou même des stratocumulus, lorsque la couverture nuageuse est fragmentée après le passage d'un front froid. On les retrouve fréquemment au printemps et à l'automne près des plans d'eau. En effet, ceux-ci sont en général beaucoup plus chauds que l'air ambiant ce qui donne une situation très instable sans toutefois que cela ne s'étende très haut en altitude.